# Kühne Recken von Nowgorod
Kühne Recken von Nowgorod (Alternativtitel: Wassili, der kühne Recke von Nowgorod; Originaltitel: russisch Василий Буслаев, Wassili Buslajew) ist ein sowjetischer Märchenfilm von Gennadi Wassiljew aus dem Jahr 1983.

## Handlung
Wassili, ein übermütiger, bärenstarker Hüne und Sohn einer Bojarin aus Nowgorod, zieht mit einigen Gefährten aus, um sich mit den Hunnen zu messen, die in angrenzende Reiche eingefallen sind.
Zu Schiff erreichen sie eine unheimliche Insel, von der aus die Eindringlinge den Vorbeireisenden auflauern und Tribut abverlangen. Sie landen an, erkunden die Insel und werden kurze Zeit später überfallen. Es folgt ein blutiges Gemetzel, das die Recken für sich entscheiden können, doch wird ihre bogengeübte Gefährtin Xenia, die Tochter eines verschleppten Fürsten, entführt. Die Hunnen fliehen von der Insel, eins ihrer Schiffe kann aber eingeholt und geentert werden. Xenia wird jedoch nicht gefunden, da sie sich auf einem anderen Schiff befindet.
An einem fremden Ufer angelangt, erspähen die Recken ein Mädchen auf einem außer Kontrolle geratenen Streitwagen. Dem starken Wassili gelingt es die Pferde zu stoppen, wodurch er die junge Kaiserin rettet, welche ihn daraufhin in den Palast einlädt. Dort begegnet er dem Basileus des Byzantinischen Reiches, von dem er, im Tausch gegen eine Truhe voller Schätze, die Freilassung der von den Hunnen als Sklaven verkauften Rus verlangt. Später wird er zur Kaiserin bestellt, die ihren Gemahl loswerden will und Wassili dessen Krone anbietet. Der jedoch lehnt ab, entrinnt einem dadurch folgenden Mordanschlag und tritt am nächsten Tag zum kaiserlichen Turnier an, um so die Freiheit der Sklaven zu erwirken. Die besten Ritter aus vieler Herren Länder treten an, doch Wassili kann alle seine Gegner besiegen und bezwingt schließlich auch den gefürchteten Teutonen Heinrich von Langschwert. Die Sklaven und auch Xenia erlangen die Freiheit, aber der fürstliche Vater der Xenia stirbt. Im Todeskampf warnt er den Recken noch vor einem gnadenlosen Volk.
Zu Wasser machen sich die Kühnen wieder auf den Heimweg nach Nowgorod. Wassili verkündet dort die schlimme Kunde, heiratet Xenia und will ein großes Heer versammeln sowie eine Wehr errichten. Die Bojaren und Kaufherren wollen sich aber nicht fügen und stacheln zum Kampf gegen ihn auf. Inmitten der Auseinandersetzung trifft ein Bote ein, der Nachricht erstattet – die Hunnen sind ins Reich eingefallen. Wassili beendet die Zwietracht und rückt dem Feind mit einem geeinten Heer entgegen.

## Hintergrund
Kühne Recken von Nowgorod entstand 1982 und wurde am 3. Januar 1983 in der Sowjetunion veröffentlicht. Am 17. Juli 1983 lief der Film erstmals unter dem Titel Wassili, der kühne Recke von Nowgorod auf DFF 2 im Fernsehen der DDR und am 3. Februar 1984 kam er unter dem Titel Kühne Recken von Nowgorod in die Kinos der DDR. In der Bundesrepublik Deutschland lief er erstmals am 7. Februar 1988 auf RTL plus.

## Synchronisation
Den Dialog der DEFA-Synchronisation schrieb Hannelore Grünberg, die Regie übernahm Margot Seltmann.
| Rolle                    | Darsteller              | Synchronsprecher   |
| ------------------------ | ----------------------- | ------------------ |
| Wassili Buslajew         | Dmitri Solotuchin       | Michael Telloke    |
| Xenia                    | Irina Alfjorowa         | Roswitha Hirsch    |
| Wassilis Mutter          | Ljudmila Chitjajewa     | Gisela Rimpler     |
| Okulow                   | Andrei Martynow         | Ullrich Voß        |
| Okulows Frau             | Natalja Kratschkowskaja | Evamaria Bath      |
| Filka                    | Waleri Nossik           | Günter Schubert    |
| Kostja Nowotorschanin    | Dmitri Matwejew         | Joachim Schönitz   |
| Potanja                  | Alexei Saizew           | Peter Reinhardt    |
| Agnija                   | Ljubow Rudenko          | Franziska Kleinert |
| Jelistrat                | Michail Rosanow         | Klaus Bergatt      |
| Marja                    | Tatjana Tschernopjatowa | Gabriele Schäfer   |
| Gawrila                  | Michail Kokschenow      | Horst Manz         |
| Andron Mnogoletischtsche | Dmitri Orlowski         | Robert Trösch      |

## Kritik
Für das Lexikon des internationalen Films war Kühne Recken von Nowgorod ein „historischer Monumentalfilm mit recht plakativer Zeichnung von Gut und Böse, Starken und Schwachen, Helden und Feiglingen. Ein ungebrochenes Loblied auf das Heldentum, inszenatorisch bescheiden, teilweise übertrieben melodramatisch.“